# Bảo tàng Lịch sử ở Bielsko-Biała
Bảo tàng Lịch sử ở Bielsko-Biała (tiếng Ba Lan: Muzeum Historyczne w Bielsku-Białej) là một bảo tàng tọa lạc tại số 16a phố Wzgórze, Bielsko-Biała, Ba Lan. Bảo tàng này bố trí triển lãm bên trong Lâu đài của các hoàng tử Sułkowski, một tòa lâu đài lịch sử được xây dựng vào thế kỷ 14 và đã được ghi danh vào Sổ đăng ký các di tích bất động trong tỉnh Śląskie của Viện Di sản Quốc gia Ba Lan.

## Lịch sử
Bảo tàng Lịch sử ở Bielsko-Biała tiếp nối hoạt động của hai bảo tàng riêng biệt: Bảo tàng ở Biała (mở cửa cho công chúng vào ngày 3 tháng 12 năm 1904) và Bảo tàng ở Bielsko (mở cửa cho công chúng vào ngày 25 tháng 2 năm 1906). Vào năm 1941, chính quyền chiếm đóng của Đức Quốc xã đã sáp nhập cả hai bảo tàng thành phố thành một bảo tàng mới gọi là Bảo tàng Heimatmuseum. Trụ sở của bảo tàng này là một ngôi nhà ở số 7 Quảng trường Wolności. Bảo tàng hoạt động ở đây cho đến khi Chiến tranh thế giới thứ hai kết thúc.
Bảo tàng Thành phố ở Bielsko chính thức mở cửa cho công chúng vào ngày 14 tháng 2 năm 1947. Ba năm sau, bảo tàng này được quốc hữu hóa và trở thành một chi nhánh của Bảo tàng Thượng Silesian ở Bytom. Bảo tàng hoạt động độc lập kể từ năm 1963, Vào năm 1975, bảo tàng được đổi tên thành Bảo tàng Quận ở Bielsko-Biała. Bảo tàng được gọi là Bảo tàng ở Bielsko-Biała từ đầu năm 2001, và lấy tên hiện tại từ năm 2013.